# Langen-Bergheim
Langen-Bergheim ist ein Ortsteil der Gemeinde Hammersbach im hessischen Main-Kinzig-Kreis. Der Ort ist Sitz der Gemeindeverwaltung der Gemeinde Hammersbach.

## Geographie
Der Ort liegt im Ronneburger Hügelland am Hammersbach, der der Gemeinde ihren Namen gab. Er entspringt bei Langen-Bergheim und mündet in Marköbel in den Krebsbach. Im Ort treffen sich die Landesstraßen 3191 und 3195. Am östlichen Ortsrand verläuft die Bundesautobahn 45.

## Geschichte
Erstmals erwähnt wurde der Ort im Jahre 1057 als Bercheim. Der Ort hatte bis 1489 eine eigene Gerichtsbarkeit.
Bis 1820 hieß der Ort nur Bergheim.
Im Zuge der Gebietsreform in Hessen wurde am 31. Dezember 1970, durch den freiwilligen Zusammenschluss der Gemeinden Langen-Bergheim aus dem Landkreis Büdingen und Marköbel mit Hirzbach und der Staatsdomäne Baiersröderhof aus dem Landkreis Hanau, die Gemeinde „Hammersbach“ im Landkreis Hanau gebildet.
Der kleine Ort ist die Wiege der „Schuhmacherdynastie“ Birkenstock, die sich bis auf den Schuhmachermeister Johann Adam Birkenstock im 18. Jahrhundert zurückführen lässt.

## Bauwerke
Im Ort gibt es eine evangelische Kirche. Der Obergermanisch-Raetische Limes ist im Unterwald noch zu sehen.

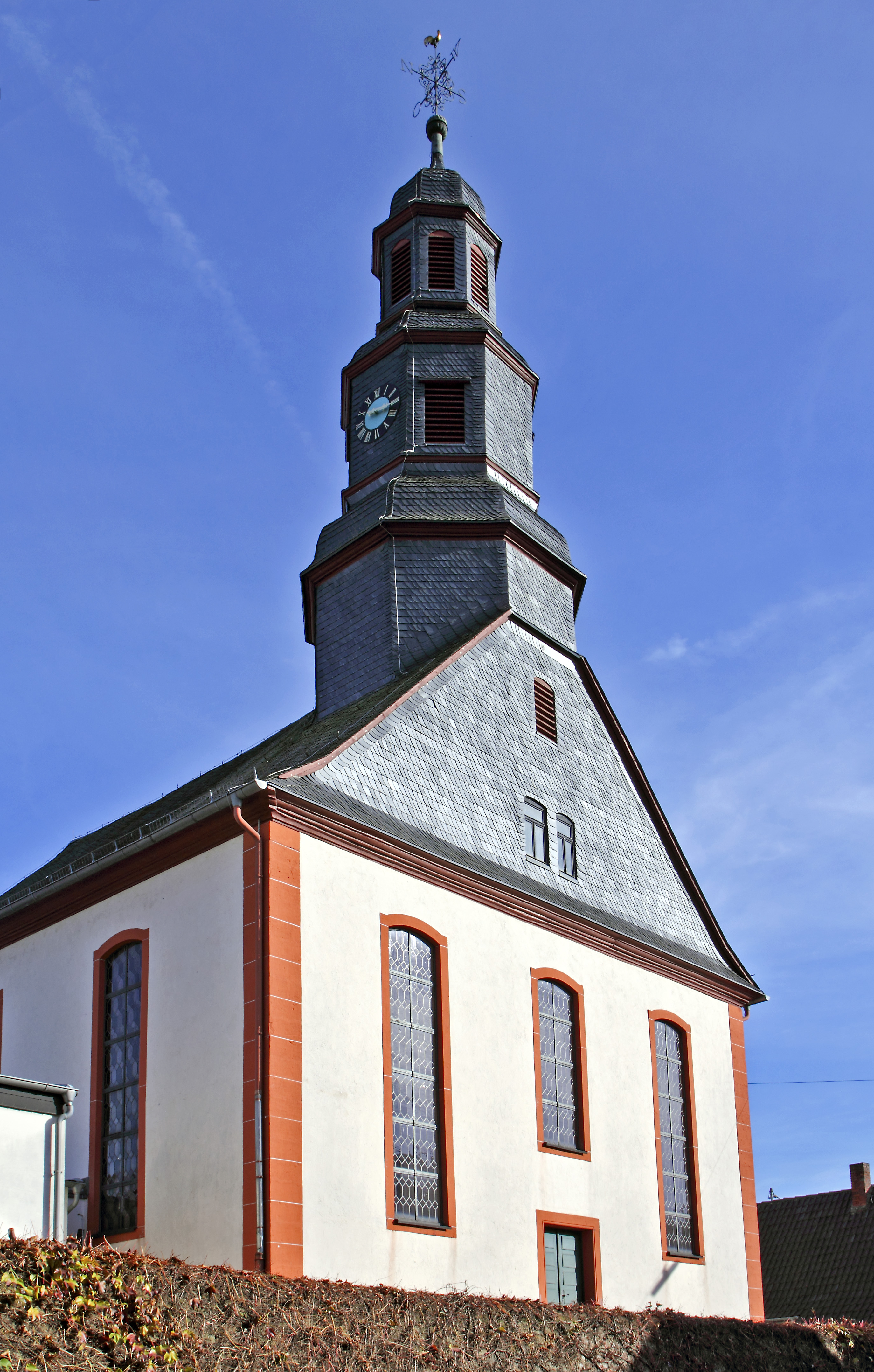
Evangelische Kirche
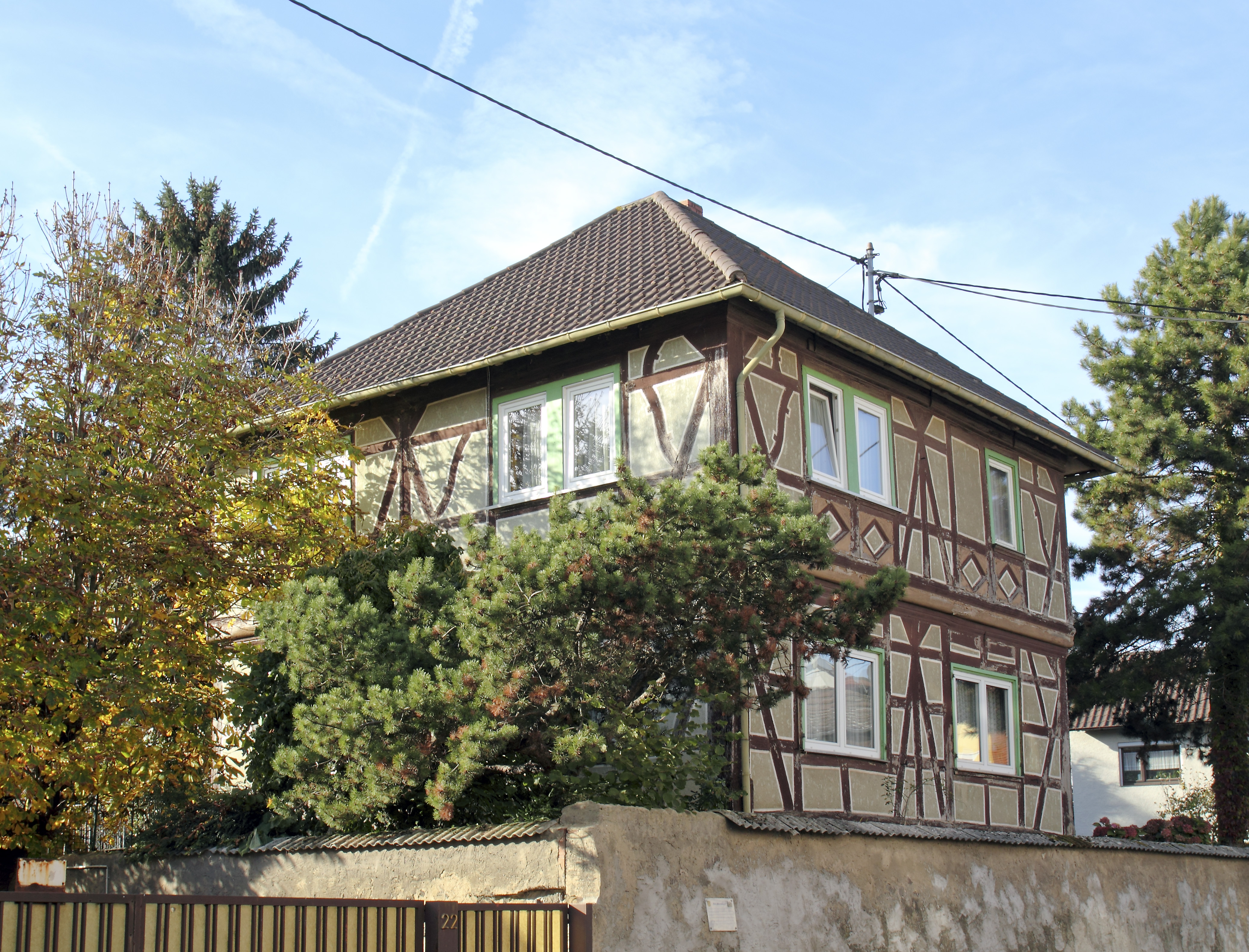
Das Herrenhaus